# 莲湖广场
莲湖广场，是湖南省衡阳市中心区的大型休闲广场，位于衡阳市解放路与蒸湘北路交汇处。

## 景观
莲湖广场总体呈盆地状，中心是一个荷花花瓣形的人工湖，人工湖上有一座大理石桥。
广场东西以装有喷水管的湖面为界，南北以湖面的石桥为界。